# کونامو اومورا
کونامو اومورا (انگلیسی: Kanako Omura؛ زادهٔ ۱۵ دسامبر ۱۹۷۶) بازیکن والیبال زن اهل ژاپن بود.
از باشگاه‌هایی که در آن بازی کرده‌است می‌توان به هیسامیتسو اسپرینگز اشاره کرد.